# Baixa Califórnia do Sul
Baja California Sur ou Baixa Califórnia do Sul  é um dos 31 estados do México, localizado na Península da Baixa Califórnia. Limita-se ao norte com o estado mexicano da Baixa Califórnia, sendo banhado pelo Oceano Pacífico a oeste e ao sul, e pelo Golfo da Califórnia ao leste. A capital do estado é a cidade de La Paz. A principal fonte de renda da Baixa Califórnia do Sul é o turismo. De acordo com a Estimativa Intercensal Mexicana de 2015, a Baixa Califórnia do Sul é o segundo estado menos populoso, com 712 029 habitantes e o 11º maior em área de 74 745,12 quilômetros quadrados (28.859,25 mi²).

## Municípios do estado
Baja California Sur é dividido em cinco municípios, a saber: Comondú, Mulegé, La Paz, Los Cabos e Loreto.